# Entomologia

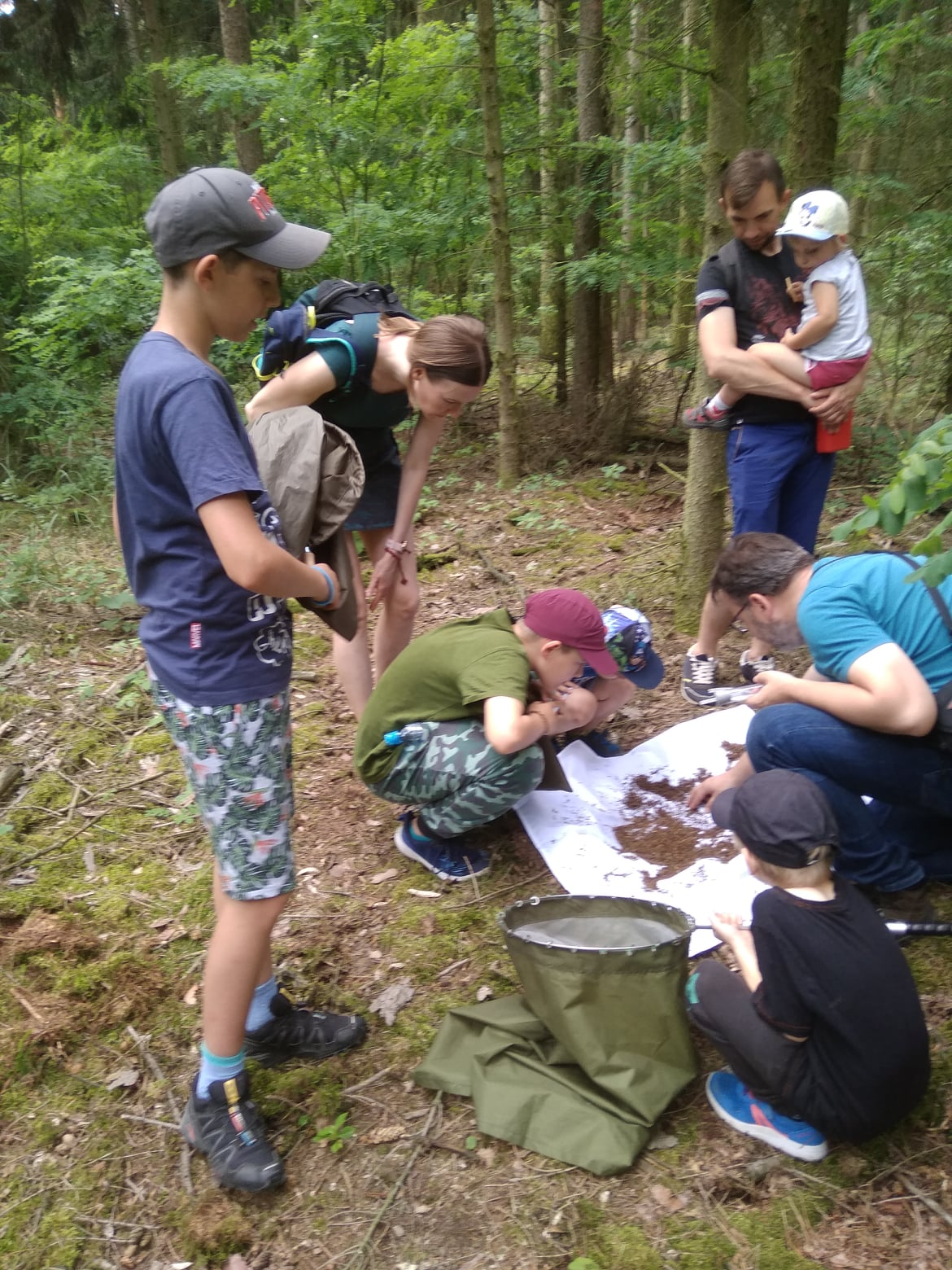
Wycieczka przyrodnicza w okolicach Rogalina z entomologiem, prof. Pawłem Sienkiewiczem, który na jej podstawie opracował broszurę edukacyjną dla Drogi Pokoju, o znaczeniu owadów, martwego drewna i bioróżnorodności

Entomologia (z gr. entomon – insekt, owad i logos – wiedza, nauka) – dział zoologii zajmujący się owadami. Dawniej używano także terminu owadoznawstwo.
Entomologię można podzielić na:
- entomologię ogólną, zajmującą się m.in. systematyką, anatomią, morfologią, fizjologią, ekologią, ewolucją owadów,
- entomologię stosowaną, zajmującą się badaniem owadów wpływających na działalność ludzką (np. rolnictwo, przemysł drzewny, przechowalnictwo, medycyna, kryminalistyka), w tym tzw. szkodników,
  - entomologia rolnicza
  - entomologia leśna
  - entomologia lekarska
  - entomologia weterynaryjna
  - entomologia sądowa

Działy entomologii:
- lepidopterologia – nauka o motylach
- afidologia – nauka o mszycach
- apidologia (apiologia, melitologia) – nauka o pszczołach
- koleopterologia – nauka o chrząszczach
- odonatologia – nauka o ważkach
- trichopterologia – nauka o chruścikach
- dipterologia – nauka o muchówkach
- hymenopterologia – nauka o błonkówkach
- myrmekologia – nauka o mrówkach
- sfekologia – nauka o osach
- heteropterologia – nauka o pluskwiakach różnoskrzydłych

Polskie czasopisma entomologiczne:
- Wiadomości Entomologiczne (kwartalnik)
- Notatki Entomologiczne
- Polskie Pismo Entomologiczne (kwartalnik)
- Acta Entomologica Silesiana (periodyk naukowy Śląskiego Towarzystwa Entomologicznego, wychodzi regularnie od 1993 r.)
- Dipteron (rocznik, newsletter)
- Odonatrix (półrocznik, newsleter)
- Trichopteron (newsletter elektroniczny)
- APHIDS AND OTHER HEMIPTEROUS INSECTS (rocznik, http://www.kul.pl/aphids)
- Klucze do oznaczania owadów Polski (seria wydawnicza)
- Pstrąg & Lipień (entomologia wędkarska, newsletter)
- Tropem bezkręgowców (w przygotowaniu)